# Poa supina
Poa supina là một loài cỏ trong họ hòa thảo, thuộc chi poa.